# WrestleMania IV
WrestleMania IV foi o quarto evento de luta livre profissional WrestleMania produzido pela World Wrestling Federation (WWF). Aconteceu em 27 de março de 1988 no Historic Atlantic City Convention Hall em Atlantic City, Nova Jersey.
O evento principal foi a final de um torneio eliminatório pelo vago WWF Heavyweight Championship, em que "Macho Man" Randy Savage derrotou "Million Dollar Man" Ted DiBiase para conquistar o título. As lutas no undercard contaram com uma battle royal de 20 lutadores ganha por Bad News Brown, Demolition (Ax e Smash) contra Strike Force (Tito Santana e Rick Martel) pelo WWF Tag Team Championship, e Brutus Beefcake contra The Honky Tonk Man pelo WWF Intercontinental Championship.

## Resultados
| Nº                                          | Resultados | Estipulações                                           | Tempo |
| ------------------------------------------- | --- | ------------------------------------------------------ | ----- |
| 1                                           | Bad News Brown venceu ao eliminar por último Bret Hart                                                                         | Battle Royal de 20 lutadores                           | 10:40 |
| 2                                           | Ted DiBiase (com Virgil e André the Giant) derrotou Jim Duggan                                                                 | Primeira rodada do torneio                             | 4:54  |
| 3                                           | Don Muraco (com Billy Graham) derrotou Dino Bravo (com Frenchy Martin) por desqualificação                                     | Primeira rodada do torneio                             | 4:53  |
| 4                                           | Greg Valentine (com Jimmy Hart) derrotou Ricky Steamboat                                                                       | Primeira rodada do torneio                             | 9:12  |
| 5                                           | Randy Savage (com Miss Elizabeth) derrotou Butch Reed (com Slick)                                                              | Primeira rodada do torneio                             | 5:07  |
| 6                                           | One Man Gang (com Slick) defrrotou Bam Bam Bigelow (com Oliver Humperdink) por contagem                                        | Primeira rodada do torneio                             | 2:56  |
| 7                                           | Rick Rude (com Bobby Heenan) vs. Jake Roberts terminou empatado após estourarem o limite de tempo                              | Primeira rodada do torneio                             | 15:00 |
| 8                                           | The Ultimate Warrior derrotou Hercules (com Bobby Heenan)                                                                      | Luta individual                                        | 4:29  |
| 9                                           | Hulk Hogan vs. André the Giant (com Ted DiBiase e Virgil) terminou em dupla desqualificação                                    | Quartas de final do torneio                            | 5:22  |
| 10                                          | Ted DiBiase derrotou Don Muraco (com Billy Graham)                                                                             | Quartas de final do torneio                            | 5:44  |
| 11                                          | Randy Savage (com Miss Elizabeth) derrotou Greg Valentine (com Jimmy Hart)                                                     | Quartas de final do torneio                            | 6:06  |
| 12                                          | Brutus Beefcake derrotou The Honky Tonk Man (c) (com Jimmy Hart e Peggy Sue) por desqualificação                               | Luta individual pelo WWF Intercontinental Championship | 6:30  |
| 13                                          | The Islanders (Haku e Tama) e Bobby Heenan derrotaram The British Bulldogs (Davey Boy Smith e The Dynamite Kid) e Koko B. Ware | Luta de trios                                          | 7:30  |
| 14                                          | Randy Savage (com Miss Elizabeth) derrotou One Man Gang (com Slick) por desqualificação                                        | Semi-final do torneio                                  | 4:05  |
| 15                                          | Demolition (Ax e Smash) (com Mr. Fuji) derroatou Strike Force (c) (Rick Martel e Tito Santana)                                 | Luta de duplas pelo WWF Tag Team Championship          | 12:33 |
| 16                                          | Randy Savage (com Miss Elizabeth e Hulk Hogan) derrotou Ted DiBiase (com André the Giant)                                      | Final do torneio pelo vago WWF Championship            | 9:27  |
| (c) – Refere-se aos campeões antes da luta. | |                                                        |       |

### Battle Royal
| Eliminação | Lutador         | Eliminado por                                 |
| ---------- | --------------- | --------------------------------------------- |
| 1          | Sam Houston     | Danny Davis                                   |
| 2          | Sika            | Junkyard Dog, Hillbilly Jim, e B. Brian Blair |
| 3          | Jim Neidhart    | George Steele                                 |
| 4          | B. Brian Blair  | Bad News Brown e Jacques Rogueau              |
| 5          | Raymond Rougeau | Jim Brunzell                                  |
| 6          | Jim Brunzell    | Jacques Rougeau                               |
| 7          | George Steele   | Desqualificado por não entrar no ringue       |
| 8          | Ron Bass        | Junkyard Dog                                  |
| 9          | Hillbilly Jim   | Boris Zhukov                                  |
| 10         | Danny Davis     | Paul Roma                                     |
| 11         | Jim Powers      | Bad News Brown                                |
| 12         | Nikolai Volkoff | Ken Patera                                    |
| 13         | Ken Patera      | Bad News Brown                                |
| 14         | Boris Zhukov    | Ken Patera                                    |
| 15         | Jacques Rougeau | Harley Race                                   |
| 16         | Harley Race     | Junkyard Dog                                  |
| 17         | Paul Roma       | Bad News Brown                                |
| 18         | Junkyard Dog    | Bret Hart e Bad News Brown                    |
| 19         | Bret Hart       | Bad News Brown                                |
| Vencedor   | Bad News Brown  | -                                             |

## Tabela
|  | 1ª Ronda | 1ª Ronda        | 1ª Ronda     |                 |                | Quartas de final | Quartas de final | Quartas de final |      |  | Meias-Finais | Meias-Finais | Meias-Finais |      |  | Final | Final | Final |
|  |          |                 |              |                 |                |                  |                  |                  |      |  |              |              |              |      |  |       |       |       |
|  |          |                 |              |                 |                |                  |                  |                  |      |  |              |              |              |      |  |       |       |       |
|  |          |                 | Hulk Hogan   | 5:23            |                |                  |                  |                  |      |  |              |              |              |      |  |       |       |       |
|  |          |                 |              | 5:23            |                |                  |                  |                  |      |  |              |              |              |      |  |       |       |       |
|  |          |                 |              | André the Giant | 2xDQ           |                  |                  |                  |      |  |              |              |              |      |  |       |       |       |
|  |          |                 |              | André the Giant | 2xDQ           |                  |                  |                  |      |  |              |              |              |      |  |       |       |       |
|  |          |                 |              |                 |                |                  |                  |                  |      |  |              |              |              |      |  |       |       |       |
|  |          |                 |              |                 |                |                  |                  |                  |      |  |              |              |              |      |  |       |       |       |
|  |          |                 |              |                 |                |                  |                  | BYE              |      |  |              |              |              |      |  |       |       |       |
|  |          |                 |              |                 |                |                  |                  |                  |      |  |              |              |              |      |  |       |       |       |
|  |          |                 | Ted DiBiase  |                 |                |                  |                  |                  |      |  |              |              |              |      |  |       |       |       |
|  |          | Jim Duggan      | 5:02         |                 |                |                  |                  |                  |      |  |              |              |              |      |  |       |       |       |
|  |          | Jim Duggan      | 5:02         |                 |                |                  |                  |                  |      |  |              |              |              |      |  |       |       |       |
|  |          | Ted DiBiase     | Pin          |                 |                |                  |                  |                  |      |  |              |              |              |      |  |       |       |       |
|  |          | Ted DiBiase     | Pin          |                 | Ted DiBiase    | 5:35             |                  |                  |      |  |              |              |              |      |  |       |       |       |
|  |          |                 |              |                 | Ted DiBiase    | 5:35             |                  |                  |      |  |              |              |              |      |  |       |       |       |
|  |          |                 |              | Don Muraco      | Pin            |                  |                  |                  |      |  |              |              |              |      |  |       |       |       |
|  |          | Don Muraco      | 4:54         | Don Muraco      | Pin            |                  |                  |                  |      |  |              |              |              |      |  |       |       |       |
|  |          | Don Muraco      | 4:54         |                 |                |                  |                  |                  |      |  |              |              |              |      |  |       |       |       |
|  |          | Dino Bravo      | DQ           |                 |                |                  |                  |                  |      |  |              |              |              |      |  |       |       |       |
|  |          |                 |              |                 |                |                  |                  |                  |      |  |              |              | Ted DiBiase  | 9:17 |  |       |       |       |
|  |          |                 |              |                 |                |                  |                  |                  |      |  |              |              |              |      |  |       |       |       |
|  |          |                 | Randy Savage | Pin             |                |                  |                  |                  |      |  |              |              |              |      |  |       |       |       |
|  |          | Ricky Steamboat | Randy Savage | Pin             | 9:11           |                  |                  |                  |      |  |              |              |              |      |  |       |       |       |
|  |          | Ricky Steamboat |              |                 | 9:11           |                  |                  |                  |      |  |              |              |              |      |  |       |       |       |
|  |          | Greg Valentine  | Pin          |                 |                |                  |                  |                  |      |  |              |              |              |      |  |       |       |       |
|  |          | Greg Valentine  | Pin          |                 | Greg Valentine | 6:07             |                  |                  |      |  |              |              |              |      |  |       |       |       |
|  |          |                 |              |                 | Greg Valentine | 6:07             |                  |                  |      |  |              |              |              |      |  |       |       |       |
|  |          |                 |              | Randy Savage    | Pin            |                  |                  |                  |      |  |              |              |              |      |  |       |       |       |
|  |          | Randy Savage    | 4:09         | Randy Savage    | Pin            |                  |                  |                  |      |  |              |              |              |      |  |       |       |       |
|  |          | Randy Savage    | 4:09         |                 |                |                  |                  |                  |      |  |              |              |              |      |  |       |       |       |
|  |          | Butch Reed      | Pin          |                 |                |                  |                  |                  |      |  |              |              |              |      |  |       |       |       |
|  |          |                 |              |                 |                |                  |                  | Randy Savage     | 4:35 |  |              |              |              |      |  |       |       |       |
|  |          |                 |              |                 |                |                  |                  |                  | 4:35 |  |              |              |              |      |  |       |       |       |
|  |          |                 | One Man Gang | DQ              |                |                  |                  |                  |      |  |              |              |              |      |  |       |       |       |
|  |          | Bam Bam Bigelow | One Man Gang | DQ              | 2:55           |                  |                  |                  |      |  |              |              |              |      |  |       |       |       |
|  |          | Bam Bam Bigelow |              |                 | 2:55           |                  |                  |                  |      |  |              |              |              |      |  |       |       |       |
|  |          | One Man Gang    | CO           |                 |                |                  |                  |                  |      |  |              |              |              |      |  |       |       |       |
|  |          | One Man Gang    | CO           | One Man Gang    |                |                  |                  |                  |      |  |              |              |              |      |  |       |       |       |
|  |          |                 |              |                 |                |                  |                  |                  |      |  |              |              |              |      |  |       |       |       |
|  |          |                 |              | BYE             |                |                  |                  |                  |      |  |              |              |              |      |  |       |       |       |
|  |          | Jake Roberts    | 15:00        |                 |                |                  |                  |                  |      |  |              |              |              |      |  |       |       |       |
|  |          | Jake Roberts    | 15:00        |                 |                |                  |                  |                  |      |  |              |              |              |      |  |       |       |       |
|  |          | Rick Rude       | Empate       |                 |                |                  |                  |                  |      |  |              |              |              |      |  |       |       |       |

Pin-Pinfall; CO-Contagem; DQ-Desqualificação; 2xDQ-Dupla desqualificação

## Outras personalidades
| Comentaristas - Jesse Ventura - Gorilla Monsoon - Bob Uecker - apenas a Battle Royal Entrevistadores - "Mean" Gene Okerlund - Bob Uecker - Craig DeGeorge- Coliseum Release | Anunciador - Howard Finkel - Bob Uecker (apenas a última luta) Juízes - Joey Marella - Earl Hebner - Jim Korderas - Jack Kruger Outros - Vanna White |